# Larimichthys
Larimichthys es un género de peces de agua salada, con las aletas radidas de la familia de los sciénidos en el orden de los Perciformes. Pseudosciaena es un sinónimo a veces utilizado para este género de peces, el cual es inválido. El género contiene tres especies, todas ubicadas en la zona oeste del Océano Pacífico:
- Larimichthys crocea
- Larimichthys pamoides
- Larimichthys polyactis